# 2019–2020-as osztrák labdarúgó-bajnokság (első osztály)
A 2019–2020-as osztrák Bundesliga (szponzorált nevén Tipico Bundesliga) az osztrák labdarúgó-bajnokság legmagasabb osztályának 109. alkalommal megrendezett bajnoki éve. A pontvadászat ettől a szezontól 12 csapat részvételével indult. A címvédő a Red Bull Salzburg csapata volt, amely újabb bajnoki címet szerzett. A szezon legjobb játékosának Szoboszlai Dominikot választották meg.

## Csapatok

### Változások az előző szezonhoz képest
A WSG Wattens a 2018–2019-es másodosztályú bajnokság győzteseként jutott fel. A Wacker Innsbruck csapata esett ki a másodosztályba.

### Résztvevő csapatok
| Csapat                | Székhely         | Stadion              | Befogadóképesség |
| --------------------- | ---------------- | -------------------- | ---------------- |
| Admira Wacker Mödling | Maria Enzersdorf | BSFZ-Aréna           | 10,800           |
| Austria Wien          | Bécs             | Generali Aréna       | 17,500           |
| LASK Linz             | Linz             | Waldstadion Pasching | 7,870            |
| Rapid Wien            | Bécs             | Allianz Stadion      | 28,000           |
| Red Bull Salzburg     | Wals-Siezenheim  | Red Bull Arena       | 30,188           |
| Rheindorf Altach      | Altach           | Stadion Schnabelholz | 8,500            |
| St. Pölten            | Sankt Pölten     | NV Aréna             | 8,000            |
| Sturm Graz            | Graz             | Liebenauer Stadion   | 15,323           |
| SV Mattersburg        | Nagymarton       | Pappelstadion        | 17,100           |
| TSV Hartberg          | Hartberg         | Stadion Hartberg     | 4,500            |
| Wolfsberger AC        | Wolfsberg        | Lavanttal-Aréna      | 7,300            |
| WSG Wattens           | Innsbruck        | Tivoli Neu           | 16,008           |

## Az alapszakasz eredménye
| Hely. | Csapat                | M  | Gy | D  | V  | G+ | G– | Gk  | P  | Továbbjutás                 |
| ----- | --------------------- | -- | -- | -- | -- | -- | -- | --- | -- | --------------------------- |
| 1.    | Red Bull Salzburg     | 22 | 14 | 6  | 2  | 74 | 26 | +48 | 48 | BL–Rájátszás (Felsőház)     |
| 2.    | LASK                  | 22 | 17 | 3  | 2  | 50 | 20 | +30 | 42 | BL–Rájátszás (Felsőház)     |
| 3.    | Rapid Wien            | 22 | 11 | 7  | 4  | 47 | 26 | +21 | 40 | BL–Rájátszás (Felsőház)     |
| 4.    | Wolfsberger AC        | 22 | 11 | 5  | 6  | 50 | 27 | +23 | 38 | BL–Rájátszás (Felsőház)     |
| 5.    | Sturm Graz            | 22 | 9  | 5  | 8  | 37 | 28 | +9  | 32 | BL–Rájátszás (Felsőház)     |
| 6.    | Hartberg              | 22 | 8  | 5  | 9  | 36 | 50 | −14 | 29 | BL–Rájátszás (Felsőház)     |
| 7.    | Austria Wien          | 22 | 5  | 10 | 7  | 33 | 36 | −3  | 25 | Kiesési rájátszás (Alsóház) |
| 8.    | Rheindorf Altach      | 22 | 7  | 3  | 12 | 34 | 44 | −10 | 24 | Kiesési rájátszás (Alsóház) |
| 9.    | Admira Wacker Mödling | 22 | 4  | 7  | 11 | 22 | 43 | −21 | 19 | Kiesési rájátszás (Alsóház) |
| 10.   | WSG Tirol             | 22 | 5  | 4  | 13 | 26 | 50 | −24 | 19 | Kiesési rájátszás (Alsóház) |
| 11.   | Mattersburg           | 22 | 5  | 3  | 14 | 26 | 52 | −26 | 18 | Kiesési rájátszás (Alsóház) |
| 12.   | St. Pölten            | 22 | 3  | 8  | 11 | 21 | 54 | −33 | 17 | Kiesési rájátszás (Alsóház) |

1. ↑  A LASK csapatát 12 pontos levonással sújtották, mert megszegte a koronavírus-járvány miatti előírásokat.[4]

## Rájátszás Felsőház
Az alapszakaszban elért pontokat a rájátszás kezdete előtt megfelezték (és kerekítették).Ennek eredményeként a csapatok a rájátszást az alábbi  pontokkal kezdték el: Red Bull Salzburg 24, LASK 21 pont, Rapid Wien 20, Wolfsberger AC 19, Sturm Graz 16 és Hartberg 14.
| Hely. | Csapat                 | M  | Gy | D | V  | G+  | G– | Gk  | P  | Továbbjutás                                      |
| ----- | ---------------------- | -- | -- | - | -- | --- | -- | --- | -- | ------------------------------------------------ |
| 1.    | Red Bull SalzburgB,Kgy | 32 | 22 | 8 | 2  | 110 | 34 | +76 | 50 | 2020–2021-es UEFA-bajnokok ligája Play-off       |
| 2.    | Rapid Wien             | 32 | 17 | 7 | 8  | 64  | 43 | +21 | 38 | 2020–2021-es UEFA-bajnokok ligája 2.selejtezőkör |
| 3.    | Wolfsberg              | 32 | 15 | 9 | 8  | 69  | 43 | +26 | 35 | 2020–2021-es Európa-liga Csoportkör              |
| 4.    | LASK -6                | 32 | 20 | 4 | 8  | 67  | 37 | +30 | 31 | 2020–2021-es Európa-liga 3.selejtezőkör          |
| 5.    | Hartberg               | 32 | 12 | 6 | 14 | 52  | 74 | −22 | 27 | Rájátszás az Európa-Liga indulásért              |
| 6.    | Sturm Graz             | 32 | 10 | 5 | 17 | 46  | 60 | −14 | 19 |                                                  |

## Rájátszás Alsóház
Az alapszakaszban elért pontokat a rájátszás kezdete előtt megfelezték (és kerekítették).Ennek eredményeként a csapatok a rájátszást az alábbi  pontokkal kezdték: Ausztria Wien 12, Rheindorf Altach 12, Admira Wacker Mödling 9, WSG Tirol 9, Mattersburg 9 és St. Pölten 8.
| Hely. | Csapat                | M  | Gy | D  | V  | G+ | G– | Gk  | P  | Továbbjutás                         |
| ----- | --------------------- | -- | -- | -- | -- | -- | -- | --- | -- | ----------------------------------- |
| 1.    | Austria Wien          | 32 | 12 | 11 | 9  | 49 | 47 | +2  | 34 | Rájátszás az Európa-Liga indulásért |
| 2.    | Rheindorf Altach      | 32 | 10 | 8  | 14 | 45 | 53 | −8  | 26 | Rájátszás az Európa-Liga indulásért |
| 3.    | St. Pölten            | 32 | 8  | 10 | 14 | 39 | 65 | −26 | 25 |                                     |
| 4.    | Mattersburg (R)       | 32 | 8  | 6  | 18 | 39 | 64 | −25 | 21 | Megszűnt                            |
| 5.    | Admira Wacker Mödling | 32 | 6  | 10 | 16 | 29 | 57 | −28 | 18 |                                     |
| 6.    | WSG Tirol             | 32 | 6  | 8  | 18 | 34 | 66 | −32 | 16 |                                     |

1. ↑  A Mattersburg fizetésképtelenné nyilvánították 2020. augusztus 5-én, ezért a csapat nem kapott licenszet az élvonalba, így a WSG Tirol csapata nem esett ki.[6]

## Európa-liga indulásért való rájátszás
Az alsóház körének a győztese és a második helyezettje play-off mérkőzést játszik egymással. A győztes a felsőház 5. helyezettjével játszik egy döntőt és a győztes indulhat az Európa-ligában.

### Elődöntő
| 2020. július 8. 20:30 |

| FK Austria Wien | 1-0   | SC Rheindorf Altach |
| --------------- | ----- | ------------------- |
| Wimmer 27'      | (1-0) |                     |

| Generali Aréna, Bécs |

### Döntő
| 2020. július 11. 17:00 |

| FK Austria Wien        | 2-3   | TSV Hartberg            |
| ---------------------- | ----- | ----------------------- |
| Pichler 56' Wimmer 79' | (0-1) | Tadić 10',64 Dossou 74' |

| Generali Aréna, Bécs |

| 2020. július 15. 20:30 |

| TSV Hartberg | 0-0 | FK Austria Wien |
| ------------ | --- | --------------- |
|              |     |                 |

| Profertil Arena Hartberg, Hartberg |

## Statisztika

### Góllövőlista
| # | Játékos             | Klub                  | Gólok száma |
| - | ------------------- | --------------------- | ----------- |
| 1 | Shon Weissman       | Wolfsberger AC        | 30          |
| 2 | Patson Daka         | Red Bull Salzburg     | 24          |
| 3 | Taxiárhisz Fúndasz  | SK Rapid Wien         | 19          |
| 4 | Christoph Monschein | FK Austria Wien       | 17          |
| 4 | Dario Tadić         | TSV Hartberg          | 17          |
| 6 | Erling Haaland      | Red Bull Salzburg     | 16          |
| 7 | Andreas Gruber      | SV Mattersburg        | 12          |
| 7 | Sinan Bakış         | Admira Wacker Mödling | 12          |
| 7 | Zlatko Dedič        | WSG Tirol             | 12          |
| 7 | Klauss              | LASK Linz             | 12          |

### Gólpasszok
Utoljára frissítve: 2020. július 26.
| Helyezés | Játékos               | Klub              | Gólp. |
| -------- | --------------------- | ----------------- | ----- |
| 1        | Michael Liendl        | Wolfsberger AC    | 17    |
| 2        | Hvang Hicshan         | Red Bull Salzburg | 13    |
| 3        | Peter Michorl         | LASK Linz         | 11    |
| 4        | Szoboszlai Dominik    | Red Bull Salzburg | 10    |
| 4        | Christoph Knasmüllner | SK Rapid Wien     | 9     |
| 4        | Andreas Kuen          | SV Mattersburg    | 9     |
| 4        | James Holland         | LASK Linz         | 9     |
| 8        | Andreas Ulmer         | Red Bull Salzburg | 8     |
| 8        | Dominik Fitz          | FK Austria Wien   | 8     |
| 10       | Romano Schmid         | Wolfsberger AC    | 7     |

### Kapott gól nélkül lehozott mérkőzések
Utoljára frissítve: 2020. július 26.
| Helyezés | Játékos            | Klub                     | Mérkőzések |
| -------- | ------------------ | ------------------------ | ---------- |
| 1        | Alexander Schlager | LASK Linz                | 12         |
| 2        | Alexander Kofler   | Wolfsberger AC           | 11         |
| 3        | Cican Stankovic    | Red Bull Salzburg        | 10         |
| 4        | Martin Kobras      | SCR Altach               | 8          |
| 5        | Christoph Riegler  | SKN St. Pölten           | 7          |
| 6        | Richard Strebinger | SK Rapid Wien            | 6          |
| 7        | Markus Kuster      | SV Mattersburg           | 5          |
| 7        | Jörg Siebenhandl   | SK Sturm Graz            | 5          |
| 7        | Ferdinand Oswald   | WSG Tirol                | 5          |
| 10       | Patrick Pentz      | FK Austria Wien          | 4          |
| 10       | Ivan Lucic         | FK Austria Wien          | 4          |
| 10       | Andreas Leitner    | FC Admira Wacker Mödling | 4          |
| 10       | René Swete         | TSV Hartberg             | 4          |